# Roue ferroviaire
 (mars 2025).
Si vous disposez d'ouvrages ou d'articles de référence ou si vous connaissez des sites web de qualité traitant du thème abordé ici, merci de compléter l'article en donnant les références utiles à sa vérifiabilité et en les liant à la section « Notes et références ».
Les roues ferroviaires sont des roues pleines en acier forgé ou en acier moulé que l'on peut classer en deux grandes catégories : les roues monobloc et les roues à bandage rapporté. Le bandage peut être en acier dur ou plus rarement pneumatique.
D'autres aspects importants des roues du matériel roulant ferroviaire sont le boudin de roue ainsi que leur forme géométrique calculée exactement.
Les roues ferroviaires sont généralement solidaires de l'essieu, également en acier, sur lequel elles sont emmanchées en force. L'ensemble forme un « essieu monté », montage qui garantit la solidité de l'ensemble et le respect de l'écartement. Il permet aussi par le contact avec les rails en acier de fermer les circuits de voie utilisés pour la signalisation. Les extrémités des essieux, ou fusées, situées à l'extérieur des roues, sont engagées dans des « boîtes d'essieu », à coussinet (friction) ou sur le matériel moderne à roulement à rouleaux, dans lesquelles elles tournent et par lesquelles le poids du véhicule est transmis aux roues.

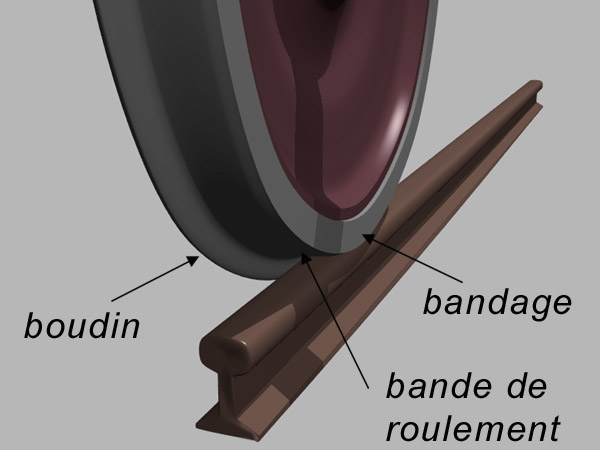
Anatomie d'une roue ferroviaire. Le boudin et le bandage de part et d'autre de la bande de roulement en contact avec le champignon du rail.

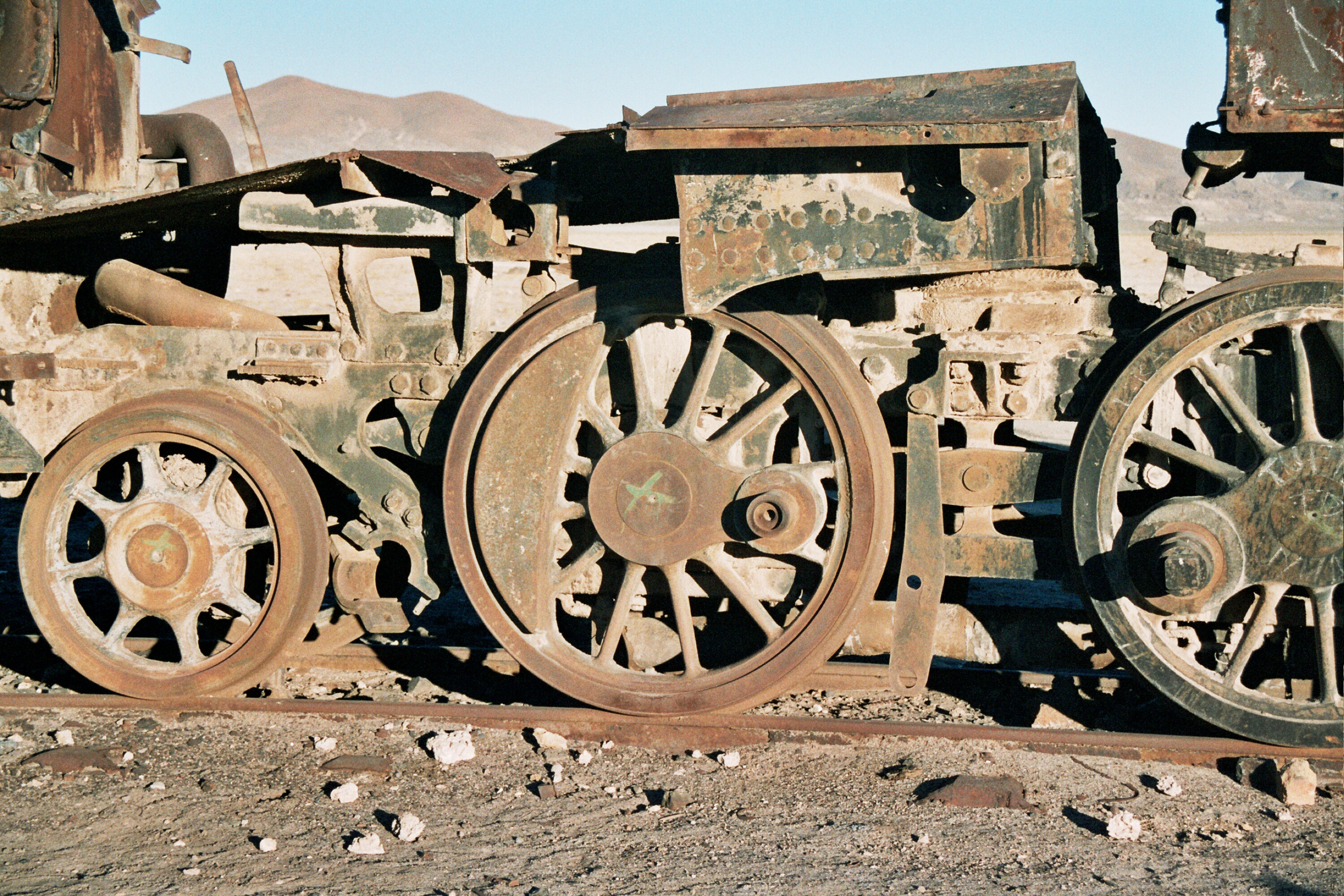
Roues d'une locomotives à vapeur ferraillée dans un cimetière de trains à Uyuni, en Bolivie.

## Roue monobloc
La roue dite monobloc est constituée de trois parties : 
- la jante de bandage en contact avec le rail via son profil de roulement conique qui assure le rôle de différentiel en courbe[1];
- le moyeu par lequel la roue est frettée, c’est-à-dire montée en force sur l'essieu-axe ;
- la toile de la roue qui assure la jonction entre la jante et le moyeu. La forme de la toile permet à la roue de supporter la charge mécanique ainsi que les charges thermiques liées au freinage, principalement par sabots sur la jante. La toile doit permettre de par sa géométrie d'éviter les déformations à chaud lors des freinages et résiduelles lorsque la pièce refroidit.

## Roue à bandage
On parle généralement dans la profession de roues bandagées, constituées d'un centre généralement en acier et d'un bandage, toujours en acier, fretté sur le centre et bloqué par une agrafe. Dans le jargon ferroviaire, une locomotive est dite « bien chaussée » quand ses roues ont reçu des bandages neufs.

## Qualité de roulement des roues ferroviaires
La caractéristique essentielle du roulement fer est d'offrir un minimum de résistance à l'avancement. En effet, lors de ses origines les utilisateurs étaient à la recherche d'un nouveau moyen de « roulage » offrant les meilleures garanties quant à la sécurité et permettant d'accroître de façon significative la vitesse de circulation ainsi que la capacité de transport.